# Badminton vid olympiska sommarspelen 2016
Badminton vid olympiska sommarspelen 2016 spelades mellan 11 och 20 augusti 2016 i Rio de Janeiro i Brasilien. Totalt fem grenar fanns på programmet.

## Program
| I | Inledande | Å | Åttondelsfinal | ¼ | Kvartsfinal | ½ | Semifinal | F | Final |

| Datum →     | Tor 11 | Tor 11 | Tor 11 | Fre 12 | Fre 12 | Fre 12 | Lör 13 | Lör 13 | Lör 13 | Sön 14 | Sön 14 | Sön 14 | Mån 15 | Mån 15 | Tis 16 | Tis 16 | Ons 17 | Ons 17 | Tors 18 | Tors 18 | Fre 19 | Fre 19 | Lör 20 | Lör 20 |
| Gren ↓      | M      | E      | K      | M      | E      | K      | M      | E      | K      | M      | E      | K      | M      | K      | M      | K      | M      | K      | M       | K       | M      | K      | M      | K      |
| ----------- | ------ | ------ | ------ | ------ | ------ | ------ | ------ | ------ | ------ | ------ | ------ | ------ | ------ | ------ | ------ | ------ | ------ | ------ | ------- | ------- | ------ | ------ | ------ | ------ |
| Herrsingel  | I      | I      | I      | I      | I      | I      | I      | I      | I      | I      | I      |        | Å      | Å      |        |        | ¼      |        |         |         | ½      |        | F      |        |
| Herrdubbel  | I      | I      | I      | I      | I      | I      | I      | I      | I      |        |        |        | ¼      |        | ½      |        |        |        | F       |         | F      |        |        |        |
| Damsingel   | I      | I      | I      | I      | I      | I      | I      | I      | I      | I      | I      | I      |        | Å      |        | ¼      |        |        | ½       |         | F      |        |        |        |
| Damdubbel   | I      | I      | I      | I      | I      | I      | I      | I      | I      |        |        |        | ¼      |        | ½      |        |        |        | F       |         |        |        |        |        |
| Mixeddubbel | I      | I      | I      | I      | I      | I      | I      | I      |        |        |        | ¼      |        | ½      |        | F      | F      |        |         |         |        |        |        |        |

## Medaljsammanfattning
| Gren                    | Guld                                     | Silver                                           | Brons                                        |
| Damsingel Detaljer...   | Carolina Marín Spanien                   | Pusarla Venkata Sindhu Indien                    | Nozomi Okuhara Japan                         |
| Damdubbel Detaljer...   | Ayaka Takahashi, Misaki Matsutomo Japan  | Christinna Pedersen, Kamilla Rytter Juhl Danmark | Jung Kyung-eun, Shin Seung-chan Sydkorea     |
| Herrsingel Detaljer...  | Chen Long Kina                           | Lee Chong Wei Malaysia                           | Viktor Axelsen Danmark                       |
| Herrdubbel Detaljer...  | Fu Haifeng, Zhang Nan Kina               | Goh V Shem, Tan Wee Kiong Malaysia               | Chris Langridge, Marcus Ellis Storbritannien |
| Mixeddubbel Detaljer... | Tontowi Ahmad, Lilyana Natsir Indonesien | Chan Peng Soon, Goh Liu Ying Malaysia            | Zhang Nan, Zhao Yunlei Kina                  |

Denna tabell: visa • redigera

## Medaljtabell
| Pl.    | Nation         | Guld | Silver | Brons | Totalt |
| ------ | -------------- | ---- | ------ | ----- | ------ |
| 1      | Kina           | 2    | 0      | 1     | 3      |
| 2      | Japan          | 1    | 0      | 1     | 2      |
| 3      | Indonesien     | 1    | 0      | 0     | 1      |
| 3      | Spanien        | 1    | 0      | 0     | 1      |
| 5      | Malaysia       | 0    | 3      | 0     | 3      |
| 6      | Danmark        | 0    | 1      | 1     | 2      |
| 7      | Indien         | 0    | 1      | 0     | 1      |
| 8      | Storbritannien | 0    | 0      | 1     | 1      |
| 8      | Sydkorea       | 0    | 0      | 1     | 1      |
| Totalt | Totalt         | 5    | 5      | 5     | 15     |